# Gexian Shan
Gexian Shan (kinesiska: 葛仙山) är ett berg i Kina. Det ligger i provinsen Jiangxi, i den sydöstra delen av landet, omkring 190 kilometer öster om provinshuvudstaden Nanchang. Toppen på Gexian Shan är 1 096 meter över havet, eller 200 meter över den omgivande terrängen. Bredden vid basen är 1,9 km.
Runt Gexian Shan är det ganska tätbefolkat, med 192 invånare per kvadratkilometer. Närmaste större samhälle är Zixi, 7,4 km öster om Gexian Shan. I omgivningarna runt Gexian Shan växer i huvudsak blandskog.
Genomsnittlig årsnederbörd är 2 755 millimeter. Den regnigaste månaden är juni, med i genomsnitt 477 mm nederbörd, och den torraste är oktober, med 35 mm nederbörd.